# Chimaphila menziesii

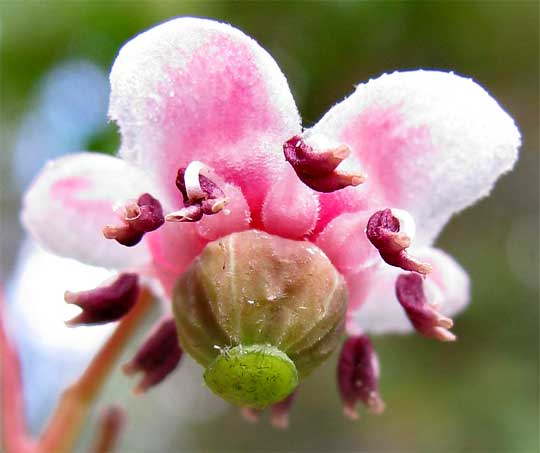
Kwiat

Chimaphila menziesii – gatunek roślin z rodziny wrzosowatych (Ericaceae). Występuje w górskich i podgórskich lasach iglastych w zachodniej części Ameryki Północnej od Kolumbii Brytyjskiej po Kalifornię.